# Baron Empain-palatset
Baron Empain-palatset (arabiska: قصر البارون إمبان), även Le Palais Hindou är ett indiskt- och hinduinspirerat palats mitt i Heliopolis, en förort till Kairo i Egypten. 
Palatset beställdes av den belgiska ingenjören och entreprenören Édouard Empain, som byggde upp staden Heliopolis utanför Kairo i början av 1900-talet. Byggnaden ritades av den franske arkitekten Alexandre Marcel och dekorerades av Georges-Louis Claude, som inspirerades av Angkor Vat i Kambodja.

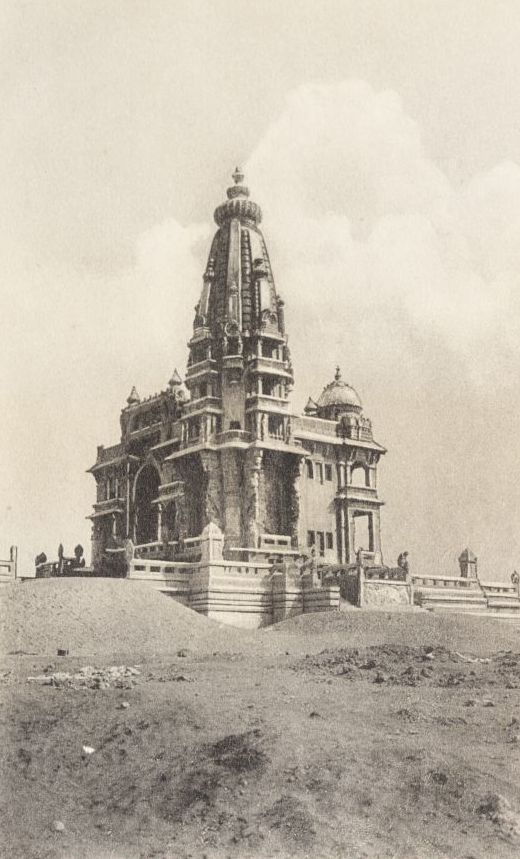
Palatset ca 1911.

Palatset var i familjens ägo till 1957 och övertogs av egyptiska staten 2005. Det renoveras för närvarande (2019) och skall bli  ett museum om Helipolis historia.

## Galleri

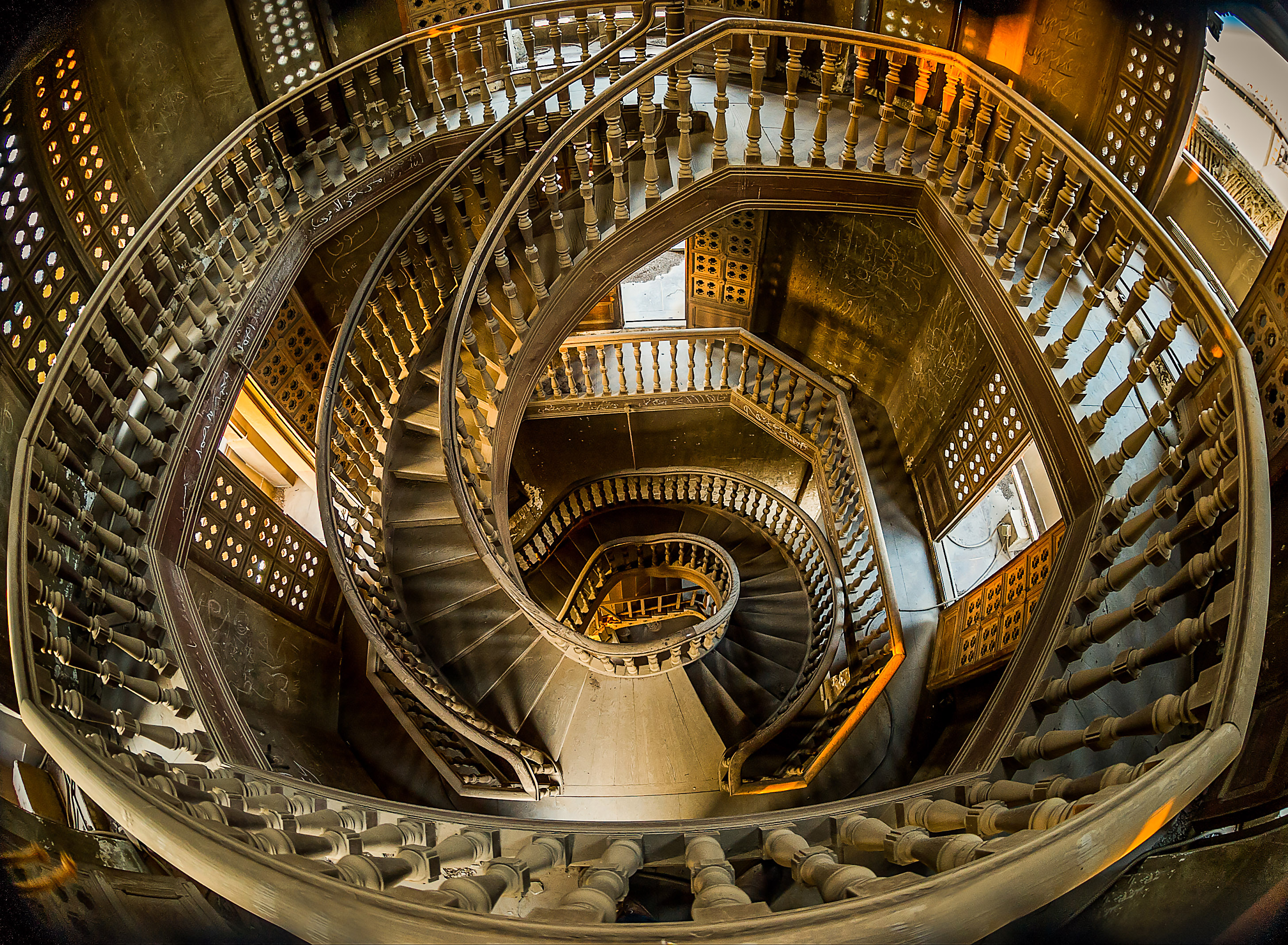
Trappa i palatsets torn.
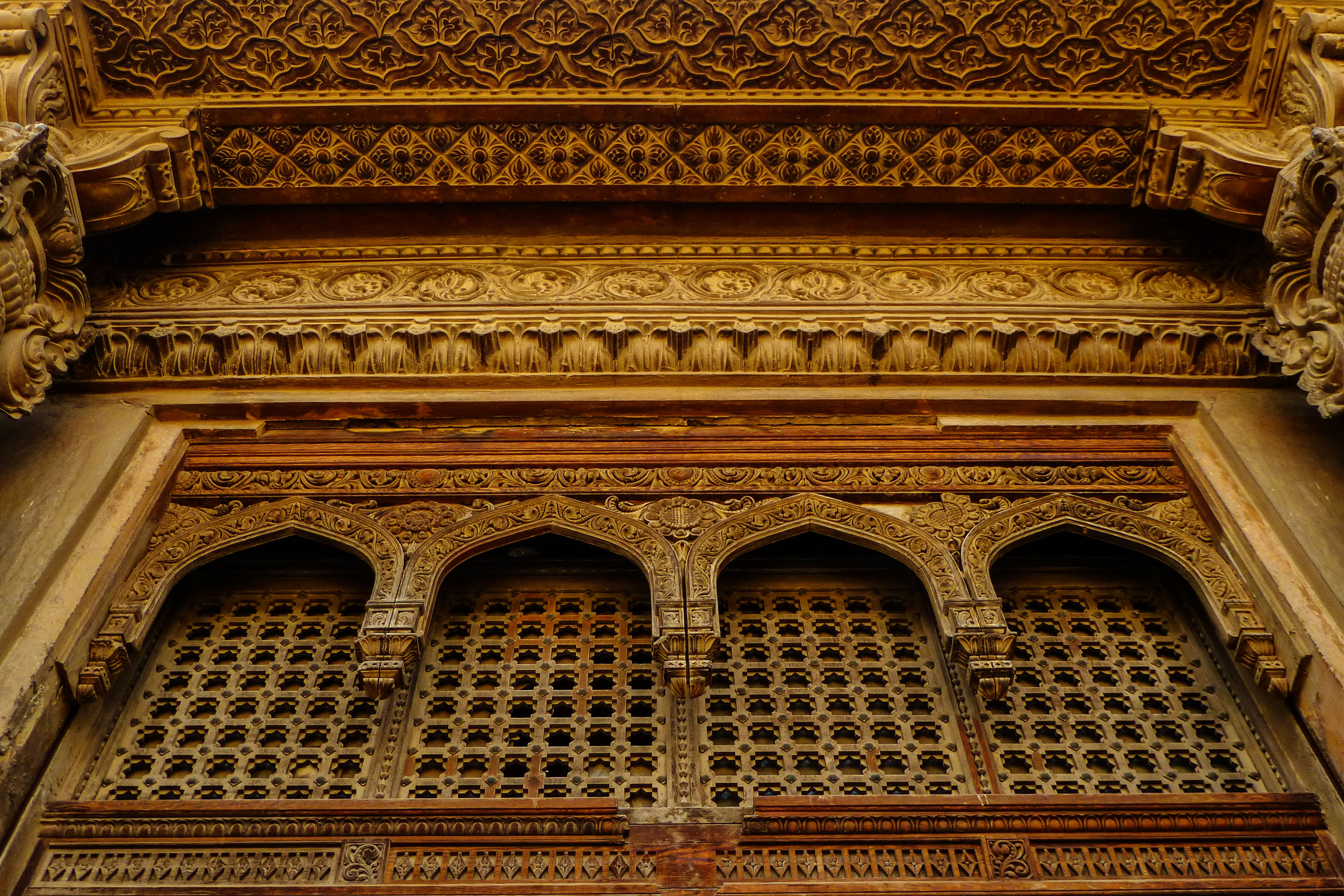
Inredningsdetaljer.
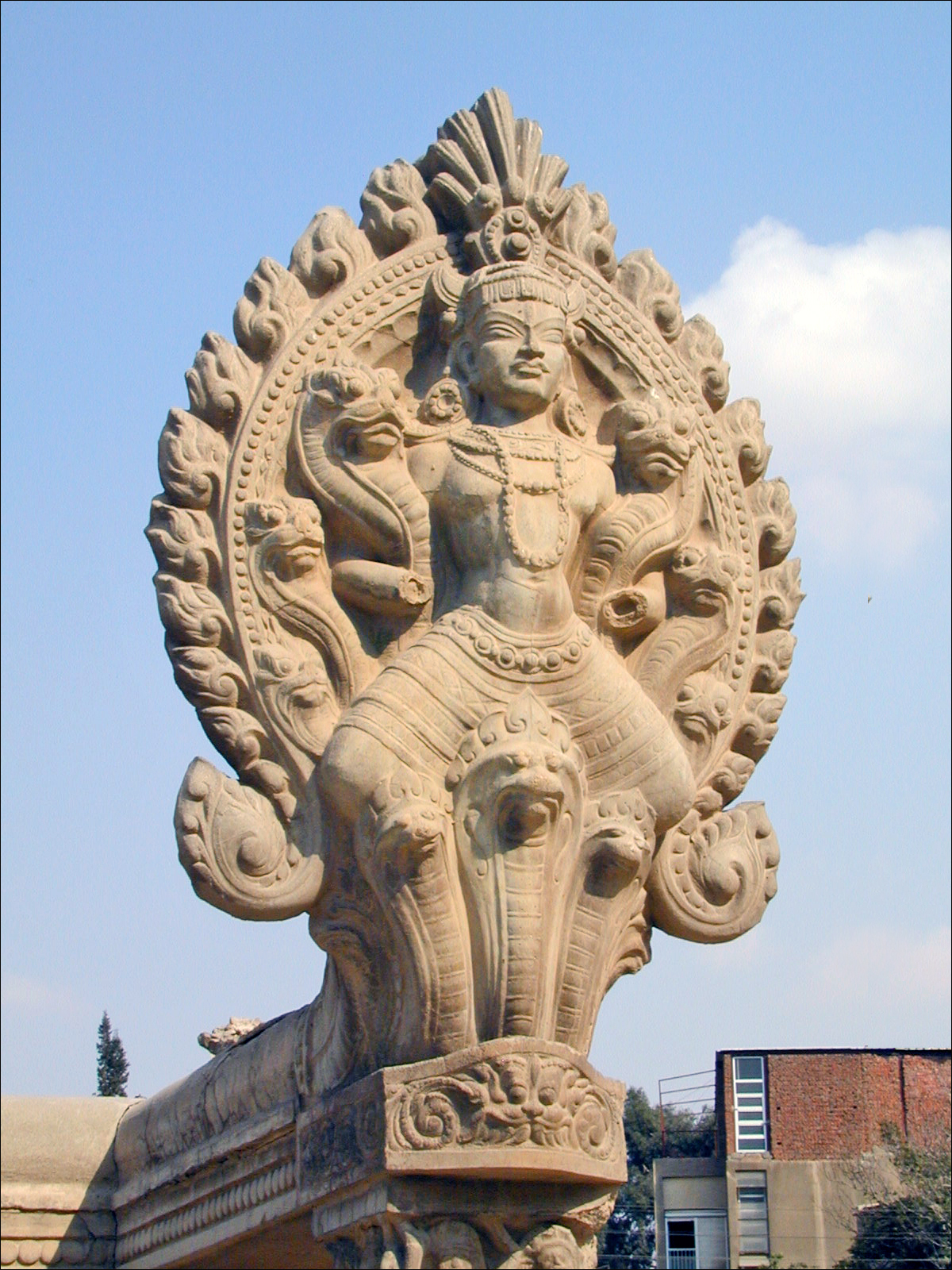
Detalj av trappa.